# Famille Mocquot
Cette page explique l’histoire ou répertorie les différents membres de la famille Mocquot.
La famille Mocquot est une famille française de l'Yonne qui a donné, entre autres, des médecins et des chirurgiens pendant plusieurs générations.

## Membres notables
- Germain Mocquot (né vers 1730 à Villeroy), maître en chirurgie, époux de Marie-Anne Rosapelly et père des deux suivants.
- Georges Mocquot (1758-1787), maître chirurgien. Frère du suivant.
- Gabriel-Pélerin Mocquot (1772, Appoigny - 1835, Appoigny) chirurgien-major. Il est nommé Chirurgien principal le 24 germinal de l'an XII, chirurgien principal du corps d'observation de l'armée des Pyrénées Occidentales (1808), chirurgien principal à l'Armée d'Espagne (12 juillet 1813), chevalier de la Légion d'honneur (1809). Il est le filleul de Charles-Gabriel-Joseph Rosapelly (1747-1813) qui fut médecin général en chef des armées en 1797. Il est l'époux de Mélanie Joséphine Mutelé. Père du suivant
- Charles, Gabriel, Joseph, Henry Mocquot (1815, Appoigny - 1876, Auxerre), avoué à Auxerre. Il est l'époux de Joséphine-Rosalie Ribière. Père du suivant
- Gabriel,  Joseph, Hippolyte, Mocquot (1849, Auxerre - 1938), docteur en médecine de la Faculté de Paris, ancien aide-médecin de la Marine (1870-1871), médaille de bronze de l'Assistance publique, médecin de la protection du premier âge, Officier de l'instruction publique (1913), membre de la Société anatomique, maire d'Appoigny (1909-1925). Il est l'époux de Jeanne Chavance, fille du docteur Chavance, médecin à Appoigny. Père du suivant
- Pierre, Charles, Mocquot (1879, Appoigny - 1963, Paris), Chirurgien des Hôpitaux et Professeur à la Chaire de Gynécologie à Paris ; membre de l'Académie de Chirurgie et membre de l'Académie nationale de médecine. Croix de guerre 1914-1918, Officier de la Légion d'honneur. Il est l'époux de Jeanne Quénu, fille du professeur Édouard Quénu.
- Magdeleine Mocquot (1910-1991), artiste-peintre, sculptrice et médailleuse. Fille de Pierre Mocquot.
- Marie-Anne Mocquot (1924-2015), musicienne (gambiste et violoncelliste). Fille de Pierre Mocquot.

## Hommage
- "Rue du professeur Pierre Mocquot" à Appoigny

## Pour approfondir